# Силакога (метеорит)
Метеорит Силакога упал 30 ноября 1954 года в 18:46 UT вблизи города Силакога, округ Талладига, штат Алабама, США. Предположительным источником этого метеорита является астероид (1685) Торо. Падение метеорита было видно в небе трёх штатов, несмотря на то, что он влетел в атмосферу поздним утром. Официально названный по населённому пункту, этот метеорит часто упоминается как «метеорит Ходжес» (англ. Hodges Meteorite), поскольку его фрагмент ударил Энн Элизабет Ходжес (англ. Ann Elizabeth Hodges; ок. 1920—1972).
Хотя в 2020 году появились сведения о том, что в архивах Османской империи обнаружены записи о падении многочисленных осколков метеорита 22 августа 1888 года в Сулеймании, в результате чего один человек погиб и ещё один был ранен, метеорит Силакога по-прежнему считается первым полностью задокументированным случаем, когда внеземной объект попал в человека.
Метеорит представляет собой обыкновенный хондрит (Н4). Суммарный вес двух его найденных фрагментов составил 5,56 кг. Фрагмент весом 3,86 кг пробил крышу каркасного дома в пригородном посёлке Оук-Гроув, отскочил рикошетом от корпуса радиоприёмника и ударил Энн Ходжес, которая дремала на диване. 34-летняя женщина получила сильные ушибы руки и бедра и была госпитализирована.
Первоначально этот фрагмент был изъят ВВС США для исследования. Когда стало известно, что это метеорит, муж пострадавшей нанял адвоката, чтобы отсудить его с целью продажи. Есть сведения, что в это время за метеорит предлагали 5000 долларов. Поскольку Ходжесы были арендаторами, в дело вмешалась владелица недвижимости Бёрди Гай (англ. Birdie Guy), которая также наняла адвоката, претендуя на владение метеоритом. По закону её претензии были более весомыми, тем не менее, Гай уступила права на метеорит Ходжесам за 500 долларов. Однако Ходжесы не смогли выгодно продать метеорит и в 1956 году подарили его Музею естественной истории Алабамского университета в городе Таскалуса, где он и хранится бо́льшую часть времени. Этот фрагмент метеорита ежегодно демонстрируется в Оук-Гроув, где отмечают годовщины его падения, а с 18 октября 2017 по 10 июня 2018 года он участвовал в выставке метеоритов со всего мира, организованной Национальным музеем естествознания Франции.
На следующий день после падения метеорита, 1 декабря 1954 года, фермер Джулиус К. Мак-Кинни нашёл второй фрагмент метеорита на дороге возле своего дома, примерно в 3750 метрах от места жительства Ходжесов. Он смог продать найденный им камень весом 1,7 килограмма в Смитсоновский институт (сумма сделки не разглашалась).

## Подобные случаи
Силакогский метеорит, вероятно, не является единственным внеземным объектом, ударившим человека. Известны позднейшие сообщения о следующих случаях:
- В 1992 году очень небольшой фрагмент (около 3 граммов) Мбальского метеорита упал на мальчика из Уганды. К счастью, замедленный деревом, он не причинил никакого вреда[9].
- В ноябре 2013 года фрагмент метеорита упал на семилетнего мальчика из Флориды, причинив небольшое ранение головы[10].